# Autoroute A 89
Die Autoroute A 89, auch als La Transeuropéenne bezeichnet, ist eine französische Autobahn von Bordeaux bis Lyon. Die A 89 ist Teil der E 70 von Spanien nach Georgien. Sie hat heute eine Länge von insgesamt 469 km, mit den gemeinsamen Abschnitten der A 20 und der A 71 sind es zusammen 545 km.

## Geschichte
- 31. März 1977: Eröffnung Thiers – Chabreloche (Abfahrt 32)
- 24. Oktober 1978: Eröffnung Lussat – Thiers (A 711 – Abfahrt 32)
- 21. Januar 1980: Abfahrt Thiers-est (Abfahrt 33)
- 13. Juni 1984: Eröffnung Chabreloche – Pommiers (A 72)
- 29. Oktober 1987: Eröffnung Combronde – Clermont-Ferrand (A 71-nord – A 710)
- 5. Dezember 1991: Eröffnung Pommiers – Balbigny (A 72 – N 82)
- 3. März 1998: Eröffnung Clermont-Ferrand – Lussat (A 710 – A 711)
- 4. März 2000: Eröffnung Ussel-ouest – Saint-Julien-Puy-Lavèze (Abfahrt 23 – 25)
- 11. Juli 2001: Eröffnung Arveyres – Mussidan-est (N 89 – Abfahrt 13.1)
- 22. Februar 2002: Eröffnung Tulle-est – Ussel-ouest (Abfahrt 21 – 23)
- 21. Februar 2003: Eröffnung St-Germain-les-Vergnes – Tulle-est (Abfahrt 19.1 – 21)
- 9. Januar 2004: Eröffnung Périgueux-est – Thenon (Abfahrt 16 – 17)
- 29. Oktober 2004: Eröffnung Mussidan-est – Périgueux-est (Abfahrt 13.1 – 16)
- 11. Januar 2006: Eröffnung Saint-Julien-Puy-Lavèze – Combronde (Abfahrt 25 – A 71-nord)
- 11. Januar 2006: Eröffnung Mansac – Ussac (Abfahrt 18 – A 20)
- 16. Januar 2008: Eröffnung Thenon – Mansac (Abfahrt 17 – 18)
- 21. Januar 2013: Eröffnung Balbigny (33) – La Tour-de-Salvagny (39)
- 7. Februar 2015: Eröffnung A 20 – Saint-Germain-les-Vergnes (19.1) / D 9
- 3. März 2018: Eröffnung La Tour-de-Salvagny (39) – Limonest (41) – A 6

Außerdem gab es am 10. Juli 2014 die Eröffnung der Erweiterung auf 2x3 Spuren des gemeinsamen Abschnitts mit der A 71.

## Großstädte an der Autobahn
- Bordeaux
- Clermont-Ferrand
- Lyon